# 朝鮮裔密克羅尼西亞人
密克羅尼西亞境內的朝鮮人，曾經在二戰前形成了一個重要的人口群體，當時大部分地區被大日本帝國的南洋廳統治。 例如，他們在1943年形成了帕勞人口的7.3％。然而，在這個地區被美國控制後大多數人都返回朝鮮半島。截至2013年，約有7512名韓僑，移民和韓裔美國人居住在美國所控制的關島和北馬里亞納群島，而僅有約二百名南韓僑民居住在獨立的密克羅尼西亞聯邦。

## 日本殖民時期(1914–1945)
最早已知在密克羅尼西亞生活的朝鮮人，是10個慰安婦在1936年抵達。隨著戰爭爆發後對勞動力的需求急劇增加，日本當局轉而把朝鮮半島作為廉價勞動力的來源。1939年1月，第一批韓國勞工約500人來到了。他們受僱於豊南產業株式會社進行木薯加工。從那時起到1940年2月，又有13批韓國工人共1266人到達帕勞。
1943年人口普查顯示，帕勞朝鮮人總人口為2458人，佔當時人口的7.3％。864人住在巴別塔布，另有721人住在馬拉卡勒島的海軍基地，539人住在安加爾，其餘的334人散落在其他地方。 一個被徵召到日軍憲兵隊工作的帛琉人Roman Tmetuchl, 接受采訪時回憶說，日本人對朝鮮人的歧視比對帕勞人的還要嚴重。
在1944年7月天寧島戰役，天寧島上大約有2400名朝鮮人，他們熱烈歡迎美軍把他們從日本殖民主義中解放出來。
與日本人一樣，日本投降後，朝鮮人都被遣返回國。遣返始於1945年9月，一直持續到1946年5月。從帛琉遣返韓國的總人數超過3000人。總的來說，在所有的密克羅尼西亞島嶼上，美國的記錄顯示，遣返的朝鮮人人數為10,966人（平民6880人，軍人3751人，士兵190人），日本的記錄只有7727人。

## 美國領土
根據韓國外交部的統計，在關島有5,016名韓國人（1933名韓裔美國人，1426名移民身份，133名留學生，1524名韓國籍外籍人士和其他類型的簽證），北馬里亞納有2,281名 離島（159名韓裔美國人，102名移民身份，214名國際學生，1,806名其他類型的簽證）。
現代韓國移民關島始於1971年。
在北馬里亞納群島的塞班島，在塞班島戰役期間死於日本帝國軍隊的朝鮮士兵紀念碑建於1978年。自那以來，當地的韓國社區每年都在那裡舉行追悼會。2005年6月，日本天皇明仁參拜紀念碑。

## 別處
在帕勞，只有大約120-130名南韓僑民居住，其中大約80人在Babeldaob的一個建築項目上工作。南韓也是在台灣後帛琉第二大遊客來源國; 2006年6月有5,507名韓國遊客抵達帕勞，比2005年6月份增長2％。